# Ansvarets hus

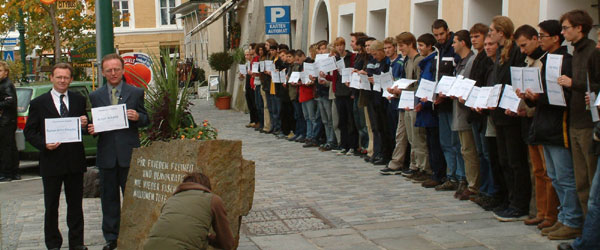
Gerhard Skiba och Andreas Maislinger vid en högtid till minnet av Rättfärdig bland folken framför Adolf Hitlers födelsehus. (2002)

Ansvarets hus är ett planerat men ännu inte förverkligat museum i Adolf Hitlers födelsehus i Braunau am Inn i Österrike. 
Idén till museet lanserades i samband med en kampanj iscensatt av lokaltidningen Braunauer Rundschau. Som en reaktion på att högerpartiet FPÖ med partiledaren Jörg Haider nått stora valframgångar i början av 2000-talet lanserade tidningen en namninsamling mot främlingsfientlighet och högerextrimism med mottot: “Braunau setzt ein Zeichen” (ungefär: Braunau visar vägen).  Statsvetaren Andreas Maislinger föreslog i samband med kampanjen att ett "Ansvarets hus" skapades i byggnaden där Adolf Hitler föddes.
Braunauer Rundschau lanserade den 4 maj 2000 idén till hur huset skulle kunna användas. Huset skulle vara en mötesplats för personer med olika bakgrund där de kunde utbyta idéer. Bottenvåningen i huset skulle ägnas åt det förflutna och då främst forskning om nazismens brott. Våningen en trappa upp skulle ägnas åt världen idag och exempelvis projekt för att stödja mänskliga rättigheter och den tredje världen. På översta våningen skulle idéer för en fredligare framtid diskuteras.
Projektet har uppmärksammats internationellt men har hittills inte kunnat genomföras. 